# BCML
BCML(Broadcast Contents Markup Language)とは、ARIB STD-B35で定義された、ARIB STD-B24におけるマルチメディアコンテンツとARIB TR-B14、ARIB TR-B15におけるPSI/SI情報を伝達する為に用いるメタデータを集約したXMLデータの一形式である。

## 策定に至る経緯
かつてARIB TR-B15 BSデジタル放送の時代では、コンテンツ保持形式は放送機器ベンダごとにバラバラであった。コンテンツオーサリングツールの囲い込みの狙いもあったが、それ以前に技術的に未熟であった事が大きな原因である。BSデジタル放送では、コンテンツメーカーの数も少なく、放送局もそれほど多くない為、この問題はあまり重大ではなかった。最終的にBMLのコンテンツ階層を、ファイルシステム上のコンテンツ階層にマッピングする事が出来れば、たいていの送出システムはコンテンツを取り込む事ができた事、動画ストリームなどはマスターが手動で運用していたのでコンテンツ管理上さしたる問題では無かった。
しかし地上波デジタルの時代になると、キー局と系列局という関係があり、キー局から送られてくるコンテンツと自局のコンテンツを整合性を保ったまま両方を取り扱わなければならないという問題に直面した。各局の送出設備は系列局ごとに同じメーカーが入るという事はなく、キー局とは異なるメーカーの送出設備が導入された。ここでコンテンツの相互運用性という問題が発生し、ARIBの標準委員会に解決しなければならない問題が発生したと提議された。そしてコンテンツ特性を基準に相互運用を規定した規格STD-B35が策定されたのである。

## STD-B35 BCML
STD-B35はBCMLと呼ばれるメタデータによって、論理ファイルシステム上に構築されたセクション化されていないモノメディアもしくはセクションデータを取り扱う。BCML対応システムはBCMLからモノメディアやセクションデータを読み取り、一連のストリーム元となるセクションデータを整理する。
BCMLは番組送出タイミングも制御することができる。ひとつのES上に時系列順にセクションデータを並べることもできる他、イベントメッセージなどの送出タイミングや、動画ストリームから受けたトリガーをもとにES内容を変化させる事もできる。これにより送出開始タイミングをキー局に委ね、全国一斉にデータカルーセル上にイベントを送り込んだり番組を切り替えることができる。
あまり利用されていないがPSI/SI情報もBCMLは取り扱うことができる。PSI/SI情報は系列局の各々のマスターが直接制御していることが多く、BCMLコンテンツ中には書かれないか、あるいは書かれていても取り除かれることが多い。